# 博埃 (几内亚比绍)
博埃（Boe）是西非國家畿內亞比紹的城鎮，由加布區負責管轄，位於該國東南部，海拔高度76米，距離首都比紹約150公里，是該國最貧窮的地區之一，人口約722。
11°45′N 14°13′W / 11.750°N 14.217°W